# Raoul de Cambrai (comte)
Raoul de Cambrai est le 3e fils connu de Baudouin Ier de Flandre et de son épouse Judith. Il est au côté de son frère Baudouin dans sa lutte contre le comte de Vermandois qui a reconnu Eudes comme souverain légitime au trône de France. Raoul pénètre en Vermandois, s’empare de Péronne et de Saint-Quentin, mais ces villes sont reprises par Herbert de Vermandois, et Raoul périt dans un guet-apens le 17 juin 896.

## Les comtes d'Ostrevent
En 860 apparaît un premier Hugobald, comte d'Ostrevent. Il lui reste alors bien un très proche parent nommé Raoul en région du Ponthieu et en Ostrevent : Raoul Ier de Vexin dit aussi Raoul de Gouy. Son ascendance est connue — c'est un Robertien — et remonte donc au Ve siècle ; on ne lui trouve hélas pas de postérité. Le comté reste cependant toujours aux mains de Robertiens :
1. Raoul de Gouy (mort en 926) ;
2. Roger II (mort en 942), son frère utérin ;
3. Raoul II.

À partir de 980, le Comte Hugues Ier d'Ostrevent s'empare de Ribemont, éliminant du coup une famille très ancienne qui en disposait, parmi lesquels on trouve quelqu'un du nom de Bernier. Melleville le rapporte dans son Dictionnaire historique du département de l’Aisne.
L'épisode de l'incendie du monastère d'Origny-Sainte-Benoite - alors appelé Grigny - s'avère également vérifié. Il est cité dans l'ouvrage de Jean Verdon Les femmes de l'An Mille, édition Perrin, mais pour d'autres raisons peu avouables (luxure de certaines religieuses, dont la mère du vaincu, le même Bernier).
Hugues Ier d'Ostrevent, comte d'Ostrevent arrive juste ensuite ; par contre, ce qui s'avère vérifié est sa postérité, précisément son petit-fils, Anselme II Comte d’Ostrevent, Seigneur de Ribemont.
Hugues d'Ostrevent tient alors pour son propre compte le comté d'Ostrevent, et, pour le compte d'Hugues le grand Comte de Vermandois, la ville de Saint-Quentin, sa capitale.

## Les comtes de Vermandois
Partis à la première croisade avec Godefroid de Bouillon, Anselme II d'Ostrevent et son voisin Hugues le Grand, comte de Vermandois, sont alors et depuis longtemps en particulièrement bons termes. Avec bonne raison : le comte de Vermandois est capétien de père et carolingien de mère ; Hugues Ier dit le Grand est Comte de Valois, seigneur de Chaumont-en-Vexin, et surtout est le frère cadet du capétien Philippe Ier, roi de France.
Très souvent dans ses terres de Valois, Hugues de Vermandois se tient ainsi au plus près des affaires de son frère Philippe, roi des Francs. Il épouse Adélaïde (Adèle, Alix ou Aelis), fille d’Herbert IV de Vermandois de la première race (carolingienne), Hugues le Grand comte de Valois, devient dès lors et de façon très légitime, Comte de Vermandois et fondateur d'une lignée capétienne des Comtes de Vermandois, jusqu'alors carolingienne. Son prédécesseur est Herbert de Vermandois, père d'Adélaïde, en effet décédé depuis 1080.
Hugues le Grand, comte de Vermandois, décède lui-même le 18 octobre 1102 après un retour très controversé en son pays ; son voisin, Anselme II d'Ostrevent, est tué lors d'un acte de grande bravoure le 26 février 1099 au siège d'Arqa, siège que son acte héroïque a d'ailleurs sauvé.
Hugues le Grand, peu après son retour en Palestine, décède de graves blessures reçues au combat lors de la seconde croisade, cette fois de façon particulièrement brave et incontestée.

## Les descendants des comtes d'Ostrevent
Si on ne trouve plus alors de comte d'Ostrevent du nom de Raoul, l'histoire toutefois encore confirme bien que dans ses descendants, outre le comté d'Ostrevent qui leur a échappé (vente de leur aîné à son demi-frère Baudouin IV de Hainaut dit l'édifieur (aussi comte de Flandres), du fait de Yolande de Gueldre, mère commune) sont toujours du Xe au XIIIe siècle, seigneurs de Bouchain, Denain et Valenciennes, et ont toujours leurs terres principalement sises à Cambrai et dans le Cambrésis.
Plus curieux, on connaît aussi aux descendants d'Ostrevent une union avec une Dame de Gouy (sans rien présumer pour autant à ce sujet précis, car il existe plusieurs villes du même nom) mais c'est aussi l'époque de la chanson de Raoul de Cambrai.
Très curieusement enfin, les Comtes de Vermandois qui suivent après, fils et petit-fils du capétien Hugues de Vermandois dit le Grand, portent désormais un prénom qui nous intéresse ici : respectivement Raoul Ier de Vermandois et Raoul II de Vermandois. Ce dernier, mourant prématurément, sa succession passe à sa sœur aînée puis à l'époux de celle-ci (qui est comte de Flandres), jusqu'à ce que le roi oblige ce dernier à restituer les droits du Comté de Vermandois à la sœur cadette de sa défunte épouse.